# Antipatreia
Antipatreia (ógörög Ἀντιπάτρεια; latin Antipatrea; bizánci Πουλχεριόπολις / Pulkheriopolisz; albán Antipatrea és Pulheriopolis) ókori illír város Makedónia, majd a római uralom alatt Macedonia provincia területén. Lakossága az ókort követően is kontinuus maradt, helyén ma a közép-albániai Berat városának középkori fellegvára áll, amely 2008 óta világörökségi védelmet élvez. 

## Története
A történetírói hagyomány szerint Antipatreia városát i. e. 314-ben Kasszandrosz makedón király alapította, s apja, Antipatrosz tiszteletére nevezte el. A régészeti ásatások kerámialeletei alapján már az i. e. 7. századtól erődített település állt a helyén, amelyet a feltételezések szerint a dasszaréták (Δασσαρῆται) törzsébe tartozó illír népesség lakott. Antipatreia stratégiailag fontos helyen, az Osum folyó völgyszorosát uraló dombtetőn, Makedónia nyugati határvidékén épült. Kasszandrosz erős városfalakkal vetette körbe a 9 hektáron elterülő települést, az i. e. 4–3. század fordulóján pedig egy kisebb ellenerődöt is építettek az Osum völgyszorosának szemközti oldalán, a ma Gorica néven ismert városrész fölötti magaslaton. A két erődítés az első és második makedón háború időszakában többször cserélt gazdát. I. e. 217-ben az ardiaták királya, Szkerdilaidasz foglalta el V. Philipposztól, majd i. e. 200-ban a rómaiak kezére került a vár. Titus Livius krónikája szerint a városba betörő rómaiak lemészárolták Antipatreia teljes férfilakosságát.
A város római hódítást követő ókori története nagyrészt ismeretlen, a Római Birodalom belországi részeként vélhetően stratégiai jelentőségét elveszítette. I. sz. 440-ben II. Theodosziosz püspöki székhellyé tette a várost, egyúttal nővére, Pulkheria tiszteletére a Pulkheriopolisz nevet adta neki. Egy évszázaddal később, I. Iusztinianosz uralkodása (527–565) alatt az akkor még álló antik várfalakat jelentősen megerősítették.

## Régészeti leírása
A berati fellegvár területén végzett ásatások során feltárták az ókori városfal néhány, i. e. 4. században épült szakaszát, valamint azonosították a korabeli városkaput is. Ezek helyenként, a középkori városfalba, illetve városkapuba beépítve ma is láthatóak.
A goricai ellenerőd romjai, a várfal, négy torony és két várkapu maradványai ma is láthatóak. A falak 1,5 hektáros, napjainkban fenyvessel benőtt területet fognak közre, ahol huszonöt épületet és gazdag kerámiaanyagot tártak fel az ásatások során. 1990-ben egy régészcsoport újkőkorszaki és bronzkori kovakő szerszámokat és kerámiatöredékeket is talált a területen.